# Општина Платарешти (Калараш)
Платарешти (рум. Plătăreşti) општина је у Румунији у округу Калараш.
Oпштина се налази на надморској висини од 45 m.